# Долг в любви
«Долг в любви» (латыш. Parāds mīlestībā) — советский художественный фильм режиссёра Вариса Браслы, снятый на Рижской киностудии в 1984 году.

## Сюжет
Рассказ о сильном чувстве, связавшем двух молодых людей — Арниса и Монту. Она — вчерашняя студентка, он — рабочий металлургического комбината, неплохой музыкант, вечерами играющий на трубе в ресторанном оркестре.
Маленькие удовольствия прежней жизни Арниса стали препятствием для влюблённых. Монта отказалась от свиданий и её новому другу пришлось приложить немало стараний (включая знакомство и серьёзный разговор со строгим отцом девушки), чтобы получить положительный ответ на своё настойчивое предложение руки и сердца.

## В ролях
- Энрико Авотс — Арнис
- Илона Озола — Монта
- Илга Томасе — Илона
- Мартыньш Вердыньш — Зилберт
- Армандс Рейнфельдс — Янка
- Эдгар Лиепиньш — Жанис
- Эдуард Павулс — Эдис

## Съёмочная группа
- Авторы сценария: Эрик Кулис, Эгонс Ливс
- Режиссёр-постановщик: Варис Брасла
- Оператор-постановщик: Угис Эгле
- Композитор: Имантс Калныньш
- Художник-постановщик: Иева Романова
- Звукооператор: А. Патрикеева
- Режиссёр: Юрис Целмс
- Оператор: Гунарс Криевс
- Художник по костюмам: Э. Талена
- Художник-гримёр: Я. Риба
- Монтажёр: Т. Мусницкая
- Редакторы: А. Брокс, Н. Золотонос
- Музыка в исполнении ансамбля «Кредо»
- Директор: Георг Блументаль